# فولفغانغ فرانك
فولفغانغ فرانك (بالألمانية: Wolfgang Franke)‏ هو كاتب ومؤلف ألماني، ولد في 24 يوليو 1912 في هامبورغ في ألمانيا، وتوفي في 6 سبتمبر 2007 في برلين في ألمانيا.